# Mohammad Hasan Scharq
Mohammad Hasan Scharq (* 17. Juli 1925) ist ein ehemaliger afghanischer Politiker (parteilos).

## Leben
1971 sollten Vertreter des Prinzen Daouds und zwei Partscham-Offiziere übereingekommen sein, einen Armee-Putsch unter direkter Supervision sowjetischer Militärberater durchzuführen. Nach dem Sturz des Königs Zahir Schah wurde Scharq im August 1973 stellvertretender Premierminister der Daoud-Regierung und behielt das Amt bis zum Ende der Republik Afghanistan im Jahr 1978. Ab Juni 1987 wurde er Stellvertretender Premierminister der Nadschibullah-Regierung. Zudem war er auch Luftfahrtminister.
Scharq war vom 26. Mai 1988 bis zum 21. Februar 1989 Ministerpräsident. Er war außerdem Botschafter in Indien.